# Ганс Аумаєр
Ганс Аумаєр (нім. Hans Aumeier; 20 серпня 1906, Амберг, Німецька імперія — 28 січня 1948, Краків, ПНР) — штурмбанфюрер СС, службовець різноманітних концтаборів.

## Біографія
Ганс Аумаєр народився 20 серпня 1906 року в місті Амберзі. Закінчив місцеву початкову школу. Вступив до університету, де провчився лише три роки в бакалавраті. Був змушений покинути навчання і піти працювати токарем на завод по виробництву гвинтівок, де працював його батько. У 1923 році він покинув завод в Амберзі і перейшов на роботу на більший завод в Мюнхені. У 1925 році кинув роботу і спробував вступити на службу в рейхсвер, але отримав відмову. Не зміг повернутися на свою стару роботу. Нетривалий час підробляв на заводах з виробництва зброї в Берліні, Бремені та Кельні поки, зрештою, не став безробітним. У період з 1926 по 1929 рік був різноробом в різних галузях.
У 1929 році Аумаєр вступив у НСДАП (квиток № 164 755) і був прийнятий до лав СА і призначений на посаду водія при штаб-квартирі СА в Берліні. У 1931 році був переведений до складу СС (квиток № 2 700) і призначений водієм при штабі райхсфюрера СС Генріха Гіммлера.
У 1934 році був відряджений до концтабору Дахау, де служив до 1937 року. Після цього був направлений в концтабір Ліхтенбург і після нетривалого часу в концтабір Флоссенбюрг, де ніс службу з 1938 по 1942 рік. 1 лютого 1942 року був переведений в концтабір Аушвіц на посаду начальника III відділу головного корпусу Аушвіц І, де залишався до 16 серпня 1943 року. Саме в цей час концтабір Аушвіц заробив репутацію місця з найбільш жорстоким поводженням із ув'язненими. 19 березня 1942 року за наказом Аумаєра біля стіни страти були розстріляні 144 жінки. 27 травня 1942 року він керував аналогічним розстрілом 168 ув'язнених.
У період з травня по червень 1943 року було викликано обергруппенфюрером СС Фрідріхом Єккельном для проходження служби в будівельній бригаді СС 5-го танкового корпусу. Це підрозділ відповідав за будівництво укріплень в районі Оранієнбаум-Ленінград під керівництвом Організації Тодта. Аумаєру було доручено командування будівельним підрозділом з 7 тисяч ув'язнених-євреїв для виконання завдання з будівництва концтабору Вайвара для естонських євреїв. З моменту закінчення будівництва та по серпень 1944 року обіймав посаду коменданта концтабору. У жовтні 1944 року незадовго до капітуляції Риги Аумаєр попросив дозволу у генерала Ріхарда Глюкса про переведення в концтабір Дахау, а також відвідати сім'ю. Ця відпустка була обумовлена тим, що Аумайер заніс інфекцію в око. Вимушена госпіталізація тривала до січня 1945 року. Після виписки йому було наказано вирушити до Норвегії, щоб обійняти посаду командувача концтабором Мейсен неподалік від Осло. 22 січня він прибув в Осло, зустрівся зі штурмбанфюрером СС Максом Паулі, від якого отримав наказ взяти командування над трьома тисячами ув'язнених. 7 травня 1945 році Аумаєр власноруч відкрив ворота концтабору і дозволив ув'язненим вийти на свободу.
У червні 1945 року його заарештували в Тернмоені під час спецоперації із захоплення, яку провела британська спецслужба МІ-6. Під час затримання Аумаєр був у своїй формі і назвав справжнє ім'я, посаду та звання. У серпні 1945 року його передали співробітникам американської спецслужби, що розміщувалися в норвезькій фортеці Акерсгус. У 1946 році був екстрадований до Польщі, щоб постати перед судом як один з військових злочинців, які працювали в Аушвіці. Судовий розгляд тривав з 25 листопада до 16 грудня 1947 року. У своєму останньому слові заявив, що якщо він буде визнаний винним і засуджений до смертної кари, то помре «цапом-відбувайлом для Німеччини». 22 грудня 1947 був засуджений до смертної кари і повішений 28 січня 1948 року в тюрмі Монтелюпіх в Кракові.

## Нагороди[4]
- Медаль «У пам'ять 13 березня 1938 року»
- Медаль «У пам'ять 1 жовтня 1938»
- Хрест Воєнних заслуг 2-го і 1-го класу з мечами
- Медаль «За вислугу років в НСДАП»
  - В бронзі (1939)
  - В сріблі (1944)